# That'll Be the Day
"That'll Be the Day" er en sang skrevet af Buddy Holly og Jerry Allison. Den blev først indspillet af Buddy Holly and the Three Tunes i 1956 og blev genindspillet  i 1957 af Holly og hans nye band, The Crickets. Indspilningen fra 1957 opnåede betydelig succes. Holly ' s producer, Norman Petty, blev krediteret som co-writer, selv om han ikke bidrog til sangen.
Mange andre har indspillet sangen. Det var den første sang , der blev indspillet (som en demo) af The Quarrymen; skifflegruppen, der senere blev til the Beatles.
The Crickets udgave fra 1957 blev certificeret guld (for over en million solgte eksemplarer) af Recording Industry Association of America (RIAA) i 1969. Sangen blev I 1998 optaget i Grammy Hall of Fame. Sangen er ligeledes i 2005 optaget i USA's National Recording Registry, en liste af lydoptagelser, som "er kulturelt, historisk eller æstetisk vigtige, og/eller informerer eller afspejler livet i USA".

## Baggrunden
I juni 1956 så Holly, Allison og Sonny Curtis filmen The Searchers med John Wayne, hvor Wayne gentagne gange anvendte udtrykket "that'll be the day". Waynes udtryk inspirerede de unge musikere til sangens titel.

## Version med Buddy Holly and The Three Tunes
Sangen blev først indspillet af Buddy Holly and the Three Tunes på Decca Records i "Bradley's Barn i Nashville den 22. juli 1956. Decca var utilfredse med Hollys to tidligere singler og ville ikke udgive indspilningen. Efter sangen blev genindspillet af The Crickets i 1957 og blev et hit, udgav Decca den oprindelige optagelse som en single (Decca D30434) den 2. september 1957, med "Rock Around with Ollie Vee" som B-side. Det var også den titelsangen på Decca-albummet fra 1958 af samme navn. På trods af Hollys succes i 1957 blev sangen ikke et hit.

## The Crickets' version
Hollys kontrakt med Decca forbød ham at genindspille de sange, der blev optaget ved indspilningerne i 1956 i Nashville i en periode på fem år, selv om Decca ikke selv udgav dem. For at omgå denne begrænsning krediterede Hollys nye producer Norman Petty "The Crickets" som artist på genindspilningen af "That'll be the Day" på Brunswick Records. Ironisk nok var Brunswick et datterselskab til Decca. Decca reagerede ved at give Holly en kontrakt med et andet datterselskab, Coral Records, så han endte med to pladekontrakter. Indspilninger med The Crickets blev udgivet på Brunswick, og Hollys soloudgivelser på Coral.
Den anden indspilning af sangen blev foretaget den 25. februar 1957 syv måneder efter den første, i Norman Petty studier i Clovis i New Mexico, og blev udgivet af Brunswick den 27. maj 1957. Denne version er på The Crickets debutalbum, The "Chirping" Crickets, udstedt den 27. november 1957.
Brunswick-indspilningen af "That'll Be the Day", betragtes som en klassiker indenfor rock and roll. Det var rangeret som nummer 39 på Rolling Stone's liste "500 Greatest Songs of All Time".

### Hitlister og certificering
Brunswick-indspilningen blev nr. 1 på Billboard magazine ' s Best Sellers in Stores-listen i 1957. Den blev nr. 2 på Billboard's R&B singles chart. Sangen toppede som nummer 1 på UK Singles Chart i november 1957 og blev på denne plads i tre uger.
Den 20 December 1969 modtog en genudgivelse af singlen på Coral Records guld af RIAA.
Den 20. september 1986 nåede sangen atter den britiske UK Singles chat med en placering som nr. 85.

### Musikere
25. februar 1957, Norman Petty Lydstudie
- Buddy Holly – lead guitar og vokal
- Larry Welborn – bas
- Jerry Allison – trommer
- Niki Sullivan – baggrund vokal
- Juni Clark – baggrund vokal
- Gary Tollett – baggrund vokal
- Ramona Tollett – baggrund vokal

22. juli 1956, Bradley's Barn, Nashville
- Buddy Holly – vokal, guitar
- Sonny Curtis – guitar
- Don Guess – bas
- Jerry Allison – trommer

## Linda Ronstadt version
Linda Ronstadt indspillede "That'll Be the Day" til hendes 1976 Grammy Award–vindende platin album Hasten Down the Wind, produceret af Peter Aser og udsendt på Asylum Records. Hendes version blev nummer 11 på både den amerikanske Billboard Hot 100 og på Cash Box Top 100 og nummer 27 på Billboards Country hitliste. I Canada toppede hendes version som nummer 2 på hitlisten, og blev det 35-største hit i 1976. Den kom også på adult contemporary hitlisterne i USA og Canada. Indspilningen er også medtaget på albummet Linda Ronstadt ' s Greatest Hits (1976) og på 2011-tribute albummet Listen to Me: Buddy Holly.

## Andre versioner
- The Ravens indspillede sangen i 1957 (ARGO-5276).
- "That'll Be the Day," var den første sang, der nogensinde er indspillet af The Quarrymen. Deres demo-indspilning fra 1958 er optaget på Beatles-albummet Anthology 1 fra 1995. Indspilningen fra 1958 udgivt på prøvetryk menes at være en af verdens mest værdifulde plader med en anslået værdi af £100,000 [10]
- Bobby Vee indspillede en hyldestversion på hans 1963-album "I Remember Buddy Holly" ("Liberty LRP-3336/LST-7336).
- The Everly Brothers indspillede sangen på en single (Warner Brothers 5611) i 1965. Deres udgave blev nr. 30 i Storbritannien og nummer 111 i USA.[11]
- Skeeter Davis indspillede sangen og medtog den på hendes 1967-album Skeeter Davis Sings Buddy Holly.
- Paul og Barry Ryan indspillede sangen til deres debut-album Two of a Kind (Decca LP LK4878, 1967).
- The Flamin' Groovies , indspillede sangen i 1972; deres udgave er med på genudgivelsen af albummet Teenage Head.
- Foghat medtog sangen på deres 1974-album Energized.
- The La ' s indspillede sangen i 1986.
- Overboard har en udgave med på deres 2008-album Castaways.
- Modest Mouse medtog sagen på 2011-albummet Rave On Buddy Holly.
- I 2011 optrådte et "all-star ensemble" med Stevie Nicks, Peter Asher, Chris Isaak, Boz Scaggs, og Graham Nash med sangen på et PBS-program: Listen to Me.